# モンスターメーカー
モンスターメーカーとは、1988年に翔企画より発売されたカードゲーム。また、一連のカードゲームシリーズ、およびこれらとキャラクター・世界設定を同じくするボードゲーム・コンシューマゲーム・コミック・小説などの一連の作品群を指す。作品群については『モンスターメーカーシリーズ』と称することが多い。
翔企画社長の鈴木銀一郎が多くの作品についてゲームデザインを行い、各作品共通の世界設定や小説の執筆も行っている。また、ほとんどの作品について九月姫がキャラクターデザインを行い、関連のイラストやコミックも執筆しており、本シリーズの顔とも言うべき主要クリエイターとなっている。以下、作画の名が無い作品は全て九月姫による。
世界はファンタジーTRPGを基調としていて、登場するキャラクターもファンタジーのキャラクターたちである。イラストの傾向と相まってユーモラスな雰囲気がある。しかしながら、作品の展開が進むに連れて、設定が明確にされて本格的なファンタジー作品へと変わっていった。

## 世界設定

### キャラクター
キャラクターは戦士、魔術師、盗賊などのファンタジーRPGの職業、あるいはエルフやドワーフなどのファンタジー種族によって分類されている（なお、後のシリーズでは、オークが種族として登場したり、職業で分けられたエルフなども登場している）。
全キャラクターの半数が女性だが、これは生みの親の鈴木銀一郎によると、男女雇用機会均等のためだという。
各キャラクターの性格や設定、人間関係は、必ずしも各作品で共通化されておらず、例えばある二人があるシリーズでは特別な関係にあっても、別の作品では関係がない場合がある。

### 種族
ウルフレンド大陸を例に取ると、ヒューマン（所謂『人間』）、エルフ、ドワーフ、オーク、シャーズといった種族がある。およそ一般的なファンタジーにおける設定を踏襲するが、独自種族のシャーズについては以下に記す。
シャーズ
シャーズはシリーズ独自の種族で、猫のような耳を持った外見が特徴である。手先が器用で頭が良い。信仰する神が盗賊と商売の神であることもあって、盗賊及び商人に向いている。

### 神々
各種族を導く七人の神が知られている。
セテト
盗賊と商売の神。シャーズの守護神。象徴石はキャッツアイ。
バラン
火と戦いの神。オークの守護神。象徴石はルビー。
メーラ
海の神。ゴブリンの守護神。象徴石は黒真珠。
ユリン
学問と芸術の神。エルフの守護神。象徴石はエメラルド。
ヘフス
鉱業と鍛冶の神。ドワーフの守護神。象徴石はオパール。
イリス
恋の神。ノームやコボルドの守護神。象徴石はサファイア。
ゾール
農業と酒と祭りの神。ヒューマンの守護神。象徴石はダイヤモンド。エピソードによっては闇の神とされることもある。

### ウルフレンド大陸
シリーズにおいてもっとも一般的な舞台となる世界である。以下に主要な地理を記載する。
ブルガンディ島
大陸最大の港湾都市ブルガンディがあり、最高峰のボンベート山には神々が住んでいる（時代によってはかつて住んでいた）。神聖皇帝が主権者であり、時代によっては大陸全土に号令を下している。ヒューマンを中心に様々な種族が住む。
メルキア王国
大陸に置いてヒューマンの拠点となる王国である。首都はケフル城。他に港町のエルセア、魔術師の拠点ゾラリラといった町がある。南西のエサランバルの森はエルフの本拠地であり、ヒューマンとは交流と相互独立を維持している。
ブルグナ王国
オークの王国であり、きわめて好戦的。国土は広いが痩せていて、しばしばメルキア王国等に対して侵攻する。首都はブルグナ城。ノームやゴブリンの王国を勢力下に置き、ノルデンという港町も支配下。
シャルトン半島
シャーズが王国を形成する地方。首都の港町カスズがある。

## カードゲーム
筆頭タイトルを含む以下の12作が翔企画より1980年代に展開されたが、現在は全て絶版。その後リバイズドシリーズが発売されている（後述）。
モンスターメーカー
1988年12月17日発売。鈴木銀一郎がゲームをデザイン。カードのイラストには当時まだ無名に近かった九月姫が起用された。それぞれ名前と個性的な姿を持ったキャラクターがカラーで描かれており、人気を呼ぶ。本作は日本における「イラスト入りRPG 風カードゲーム・ブーム」の嚆矢となり、追随作品を多く生むことになる。
古典的なカードゲームミルボーンに類似しており、ダンジョン内をどれだけ進んだか（あるいは戻ったか）を表す距離カードを場に出していき、ダンジョンの奥で宝を手に入れてから無事に戻ることを目的とする。途中、モンスターやトラップなどの妨害カードで他プレイヤーの前進を妨害でき、相手はこれを戦士や魔法使いなどのキャラクターカードで排除する。
本作が初出のキャラクターは以下。
ディアーネ
ヒューマンの女性戦士。斧を武器として愛用する（九月姫によれば、剣持った戦士以外のものを探していたら、斧を持った女戦士を描いた末弥純のイラストがあったので、参考にしたという）。
豊かな長い栗色のストレート髪で、水色のヘアバンドに空色の鎧を装備。「ホリィアックス」のシンボルカラーはブルー。
全シリーズ通しての人気キャラで主役。三人娘の一人である。彼女の究極の武器はホーリーアクス。聖なる力を解き放てば、神々とて無傷ではいられない。
『3』では「女武者 泥姐」。『サガ』では王女という設定であり、兄のヘリオス王子に焦がれるという設定。
ミリエーヌ
ヒューマンの女性戦士。
ゆるいウェーブのかかったポニーテールに角状の装飾がされたヘアバンド、黒いビキニアーマーが特徴。その露出度は劇中でもよくネタになる。九月姫曰く「こんな娘もいていいんじゃないかと思って作った」との事。「ホリィアックス」のシンボルカラーはダークレッド。
ディアーネに次ぐNo.2キャラ。見かけによらない怪力の持ち主。
『3』では「女武者 美里縁」。『サガ』では宿屋の5人娘として登場。上からウルフレンド一の踊り子マリエーヌ、ミリエーヌ、そしてムリエーヌ、メリエーヌの双子、そして末娘モリエーヌと続く。ビキニアーマーはかつてマリエーヌが使っていた踊り子衣装。
ラクーナ
ヒューマンの女性戦士。
金色のストレートヘア、褐色の肌に肩ひもの無いビキニアーマーを装備。九月姫の一番のお気に入りだと言う。シリーズにより、兜やマントの有無の違いがある。薬草に造詣がある。
チチーナ
ヒューマンの女性戦士。
黒い長髪を頭頂で束ね垂らしており、赤い民族風の衣装に槍を持つ。
『3』では「女武者 乳奈」。『サガ』では、異世界の王女として、厳しい性格の役どころを演じている。女戦士はここまでの4人が、最初のレギュラーキャラである。
ジョアン
ヒューマンの女性戦士。
頭部だけが兜で覆われているが、顔は出ている。その後中盤のシリーズには出なくなったが、後半でまた出演頻度が増えた。
イレーヌ
ヒューマンの女性戦士。
バイザーのような帽子をかぶる。
アルシャルク
ヒューマンの男性戦士。
全身を青銀色の鎧に包んでおり、長斧を持つ。
本作では魔術師ガンダウルフに次ぐ強力なキャラクターで、他の作品でも「最強の戦士」と言う設定が踏襲されている。正義感の強いキャラとして描かれる。
ネーミングはアラビア人の名前からではなく、シャーク（鮫）から取られた（ただしその前の「アル」はアラビア語の定冠詞である）。
タムローン
ヒューマンの男性戦士。
風になびくような赤毛の青年。全体的に赤系統の衣装で、上半身の露出度が高い。「ホリィアックス」のシンボルカラーはレッド。
さすらいのギャンブラー戦士。作品によっては傭兵と言う設定。ギャンブル好きでサイコロを持ち歩き、武器としても投げる。ナンパ系だが、女戦士ラクーナとの噂があり、彼女はしばしばお目付け役として登場する。
ローラン
ヒューマンの男性戦士。
「ホリィアックス」のシンボルカラーはブラウン。
作品によってはローランドと英語風に表記されている（ローランの読みはフランス語風）。律儀で優しい性格である。
GB版『2』からは、主人公ヴィーナ姫のお付の騎士という設定。
ゼルトラン
ヒューマンの男性戦士。
角ばった鎧に身を包んでいる。アルシャルクの弟であるという設定が後から追加された。男戦士はここまでの4人が、最初のレギュラーキャラ。
カナーン
ヒューマンの男性戦士。
本作唯一の黒人戦士。
タルタス
ヒューマンの男性戦士。
ルフィーア
ヒューマンの女性魔術師。火の使い手。
小豆色の帽子とローブに身を包んだ少女。紫色の長髪を大きな三つ編みにしている。「ホリィアックス」のシンボルカラーはダークレッド。
ディアーネと並ぶ人気キャラで、全ての作品に出ている常連キャラ。MM三人娘のひとり。ネーミングはルシファー（悪魔）から。基本的にはドジ。鳥たちと心を通わせ、会話することが出来る。
『3』では「巫女 瑠火亜」。『サガ』以降、強大な魔術師のひとりヴィシュナスを姉に持ち、ドジゆえのコンプレックスを抱えているといった設定。後に偉大なるルフィーアという意味の、ガンダ・ルフィーアの称号を得る。
ヴィシュナス
ヒューマンの女性魔術師。地と火の使い手。
ゆったりとした白のローブをまとい、金髪を緩やかに束ね、常に目を閉じている大人しい外見。
ルフィーアに次ぐ二番人気の魔術師。ネーミングは美神ヴィーナスとインドの光の神ヴィシュヌから。優しく物静かな性格だが、内に秘める情熱は激しい。
『3』では「巫女 美朱名」。『サガ』以降、ルフィーアの姉で盲目の大予言者という設定。
ガンダウルフ
ヒューマンの男性魔術師。すべての属性の魔力を行使できる。
典型的な老魔術師の外見で、魔法の力はシリーズ中、最大とされる。
『3』では「幻術士 頑太狼」。名称は「指輪物語/ロード・オブ・ザ・リング」の魔術師ガンダルフへのオマージュを篭めたものだが、その後小説版によって「若いころの名前はウルフ。後に大魔術師に称号「ガンダ」を送られ、その名を得た」という設定が追加された。世界中を経巡り、この世が闇に呑まれぬように監視している。時にはまったく違った姿であらゆる場所に現れるという。それは、老師が時間旅行者としての力を持つためだとされる。
ボールガード
ヒューマンの男性魔術師。水と風の使い手。
ガンダウルフに次ぐ老魔術師。小説版ではウルフの師。黄色いローブにスキンヘッド。よく空中浮遊しており、魔術師と言うより修行僧の様な外見。彼は異界よりの人外なる力を封印する役割を負っているとされる。ネーミングは「ボール（球）のガード」から。『3』では「僧 円護」の名で登場した。
ザルサイ
ヒューマンの男性魔術師。風と火の使い手。
こちらも老魔術師で、茶色の三角帽子をかぶっている。大きな力は持っていないが、優しい心で人を和ませる。
「ホリィアックス」のサンプルプレイでは、ラクーナと漫才のようなやり取りをしている。
モンドール
ヒューマンの男性魔術師。闇の魔道士。
ガンダウルフの弟で、実力も伯仲する。小説版ではウルフと対決し、兄弟の設定はない。
本作ではモンスターカード「黒魔道士」として名無しで登場、『4』で命名された。
ハーン
本作の盗賊では最も能力値が高く、自然に盗賊のボス的存在に。いつも酒を飲んでいる。性格は豪胆だが、ブラフを得意とし、油断できない。ネーミングは、モンゴル部族連合の盟主の尊称に由来する。
ハッタタス
ターバンを巻いた盗賊。いつも笑顔で人を和ませるが抜け目がない。また、変装の達人でもある。『3』では「盗賊 八田達」。
ペルタニウス
褐色の肌にワシ鼻の盗賊。ハッタタスとは仲が良い。
レジーク
顔は完全に覆われ、眼の部分だけレンズの様な覗き穴が開いている盗賊。
シング
レジーク同様、レンズの様な覗き穴で顔の上半分を隠している盗賊。
ロリエーン
エルフの女性戦士。
初登場時からの人気キャラで、MM三人娘のひとりとして活躍中。年齢は彼女に関してはトップシークレットとされる（ドラマCDで、ディアーネに「あんたもう60でしょ」と言われている）。ネーミングは｢ロリータ｣に由来する（鈴木銀一郎談）。
保守的なエルフ族においては、例外的な新し物好き。とにかく賑やかであり、突拍子もない性格だが、実はいつもクールな計算をしているのだ、との本人談。エサランバルの森の女王から依頼を受けて、世界を巡る密偵との噂もある。
アルル
少年に見えるが、公式設定では女の子。本作のエルフがいずれも年少者の外見を持っているのは、九月姫がエルフとフェアリーを混同していたため（九月姫談）。
エルサイス
エルフ（男）。外見から女の子と間違われる。彼の名前をそのまま使った増刊号も出ている。
シグールド
エルフ（男）。ネーミングはジークフリートの別言語発音であるシグルムンドより。
ニムレム
ドワーフのリーダー格。標準的なドワーフの外見をしている。『サガ』では、少年の外見をした弟が登場した。
ゴルボワ
ドワーフ。下半身がふんどし一丁という外見をしている。鈴木銀一郎そっくりの顔だが、鈴木本人に九月姫が出会ったのはこのデザインを仕上げてからだという。
ミク
ドワーフ。背中に武器を沢山背負っている。
ロックモック
ドワーフ。「ホリィアックス」で年がら年中不幸に見舞われるNPCとされた。
ユリーシカ姫
本作ではトレジャー（財宝）カード「王女」として名無しで登場、『6』で命名された。
リプレイ「ウルフレンドの冒険者」では（当時は名無しであったため）ココナのプレイヤーによって「バニラ」と命名され、政略結婚を嫌って出奔した小国「カスタード」の王女とプレイ中のアドリブで設定されていった。このリプレイでは妹に「ミント」と「ストロベリー」がおり、（政略結婚に絡む貴族を「マジックマスター」のカードを引いて決めたため）後述のスカリーやグスタフも出演している。

マジックマスター
鈴木銀一郎がモンスターメーカー1のキャラクターを見ながら想像したという、王位継承権を競うゲーム。能力値が1つから4つに増えるなど、全体に複雑さを増しており、短時間でプレイできたモンスターメーカー第1作とは対照的に、通常のマルチプレイヤーズゲーム並の難易度となった。また、イラストについてもキャラクターの頭身が引き上げられている。これ以後に発売されるモンスターメーカーシリーズの製品はいずれももっと簡潔なルールとなっており、本作は例外的に「重い」（プレイヤーの負担が比較的大きい）ゲームであった。マジックマスターはモンスターメーカーの姉妹シリーズとなり「マジックマスター3」まで発売されたが、2以降はモンスターメーカーの設定と無関係である。
本作が初出のキャラクターは以下。
ガーラ
地と水の使う老魔術師（女）。薬物に関するエキスパートであり、カードでは怪しい液体の入ったビンを持っているように描かれる。若い妖艶な姿に戻る魔法も心得ており、そうしたときは女の魅力を最大限に利用する。
ゼルダ
大人の女性の魔術師。水と風の二属性の魔法を使いこなせる。
ダヌンチオ
地と火の使う魔術師（男）。ネーミングはイタリアの人名、ダヌンツィオから。
魔法学校の教官として知られる。
ヌート
地と水の使う魔術師（男）。
メアリ
元来「暗殺者」だった彼女は、鮮血のメアリと呼ばれ恐れられた。殺しを嫌い盗賊に転職してからは、人気キャラに。『3』では「盗賊 女亜里」。緋色の髪を結わえ、大阪弁をしゃべる。
ゴラン
メアリの師であり育ての親という複雑な感情を持つ暗殺者。便宜上ここに掲載。『学園』にも登場。
ガートルード王妃
亡くなった国王の妻で、顔の周囲をローブで覆っている。
ディーン王子
王位継承権の初期値が高い。
スカリー王子
外見は黒髪。『修学旅行』では想い出（けんか）カードに登場。
エドモンド王子
外見は金髪。『学園』では生徒会会長を務める。
メディア王女
長女。「7つの秘宝」ではベング王国の王女として光の子と好誼を結ぶ。
マクネイル大公
名前の隣に（王弟）と書かれている。
グスタフ公
リプレイ「ウルフレンドの冒険者」で、バニラ王女（ユリーシカ姫）の妹ミントとロマンスを演じた。
ランスロット卿
おかっぱ頭に八の字ヒゲの貴族。作品によっては男性戦士として扱われる。ネーミングはアーサー王伝説より。
スキークス卿
杯を手にした赤ら顔の貴族。
ピルリム卿
『学園』では美術部所属。
アジィ
モヒカン頭の男性戦士。
マジックマスターで「狂戦士」カードに群衆の一人として登場、『2』で名前が付いた。

モンスターメーカー2 ドラゴンバスター
シリーズ化を意識した初の作品で、パッケージデザインも描き下ろしとなった。ゲームの目的はタイトル通りドラゴン退治で、多数の武器や魔法が個別にカード化されているのが特徴。本作のゲームデザインは、鈴木銀一郎&中黒靖。
本作が初出のキャラクターは以下。
アグルス
三角の鼻の魔術師（男）。
サーラ
本作唯一のエルフ（女）。短期間でエルサイスと並ぶ人気キャラとなる。『4』ではサラと表記。
『サガ』では、エルフ王エルサイスの恋人という設定である。勝気な性格で、不真面目さを嫌う。エサランバルの森の女王の側近として、政治に関しても重要なポストにあるという。
マリオーネ
預言者。カードの能力は「見えていない札を一枚見られる」。
マリオン
吟遊詩人。容姿はヘリオスにそっくり。
シュラ
武闘家。
黒騎士
全身黒ずくめの鎧を着ている。『2』以降にも登場。

モンスターメーカー3 日本妖怪
日本の妖怪を退治するというゲーム。世界が西洋風ファンタジーでなくなったので、キャラクター・モンスター共にほとんど新規のものとなったが、それまでのモンスターメーカーのキャラクターも一部名前を当て字にして登場している。
本作が初出のキャラクターは以下。
源三位頼政
武者。
弁慶/ベン・K
武者法師。

モンスターメーカー4 4つの神秘（エレメント）
4つのエレメント（元素）、火・水・土・風の秘宝争奪戦。魔法を題材とし、キャラクターは全員が魔法使いであり、また魔法属性が設定されている。プレイヤーはキャラクターカードとそれに使役されるモンスターのカードのセットを出して戦う。キャラクターは魔法でモンスターを使役する術者なので、魔法使いとエルフだけで戦士などはいなかった。従ってこれまでに登場したキャラクターだけでは不足であるため、新キャラクターが大量に登場した。なお、エルフについて特別ルールがあったが、エルフかどうかカードに明記されておらず絵を見て判断しなければならなかった。ゲームデザインは、鈴木猛。
本作が初出のキャラクターは以下。
ネイディーン
魔術師（女）。青い髪と服装の水の使い手。横広がりの肩あてが特徴。
フィオナ
魔術師（女）。水の使い手であり「MONSTERMAKER学園!!」では大水泳大会の優勝候補だった。
カリーン
魔術師（女）。RPGコミックの企画記事ではネイディーン、火吹きドラゴンとともに司会を務めた。
ディオシェリル
魔術師（女）。『4』でガンダウルフに匹敵する魔術師として登場、『5』では闇の軍団の幹部となる。もともとは、月の女神の巫女であるが、古き神々の迫害に対して立ち上がった。
リンク
ヒューマンの男性魔術師。凍結魔法の使い手とされ、風の使い手。
藍色のローブをまとい、常に大きな魔術書を抱え、杖にはしゃべるオウムの像、ペローが付いている。髪の毛は黒色。瞳は深い水底の色をたたえている。「ホリィアックス」のシンボルカラーはダークブルー。
人気の高い少年魔術師。もともと神聖皇帝の皇位継承者であったが、すべてを捨て、ガンダウルフの弟子として諸国を巡っている。ネーミングは、山猫（リンクス）に由来する。
グロリア
魔術師（男）。ヤギか悪魔の様な角のついた兜をかぶる。
ダルーアン
ヒューマンの男性魔術師。
ボールガード同様、スキンヘッドの魔術師。「ホリィアックス」のシンボルカラーはダークグリーン。
肉体を誇示するようにも見え『学園』ではボクシング部所属。
ブランドー
老魔術師だが、帽子などのデザインが中華風なのが特徴。
エリック
リンクと並ぶ少年魔術師。小説「マジック・マスター」ではエンデとドローネの間の実子として生をうける。
ナーダ
エルフ（女）。森の峻厳なる守り手である。『4』の後も多くの作品で登場する人気キャラとなった。草花のイメージも、土の精霊に属するキャラとして作られたためである。
ラスィ
エルサイスから鎧を取り払ったような印象のエルフ（男）。
フェリオン
火の属性のエルフ（男）。

モンスターメーカー5 ソフィア聖騎士団
シリーズで初めて集団戦闘を扱ったゲームで、複雑さは「マジックマスター」に次ぐ。この製品より、ホビージャパンと翔企画の提携作品として「JAS システム」のマークが入った。
「光の仲間たち」と「闇の軍団」の戦いを題材とした作品のため、光に属する「聖騎士」と闇に属する「闇の騎士」「闇の魔術士」などが新たに登場した。また本作には集団攻撃が出来るオークの軍隊というルールがある。
本作が初出のキャラクターは以下。
シャット
シャーズ族の少年盗賊。海賊役を務めることもあり、その際キャプテン・ノーラと何らかの縁を持つことが多い。
ミニヨン
頭巾とサラシの海賊風少女。
イライザ
緑の聖騎士（女）で、守護石はエメラルド。真面目で融通のきかない性格。
カサンドラ
ピンクの聖騎士（女）で、守護石はルビー。「学園祭」ではカサンドラとシャーナだけに単独出演のカードがある。
シャーナ
茶色の聖騎士（女）で、守護石は猫目石。この説明からわかる通りシャーズ族。
ロクサーヌ
白の聖騎士（女）で、守護石はダイヤモンド。鎧の表面は不規則にカットされている。
ジュリエール
黒の聖騎士（女）で、守護石は黒真珠。ネーミングは英語で宝石を意味するジュエルから。
ピア
紺色の聖騎士（女）で、守護石はサファイア。聖騎士は瞳が独特のデザインになっているが、彼女だけはディアーネやルフィーアと同じ瞳になっている。
オルカナ
薄緑の聖騎士（女）で、守護石はオパール。『戦記』に聖騎士として単独出演する。
ゾール
闇の軍団の神。
ガイアーネ
闇の軍団を束ねる「女王」。紫のローブをまとった、闇の軍団最強の存在。ネーミングは大地の神ガイアから。
イフィーヌ
闇の女性騎士。『学園』では肩書きが「ツッパリ」になり、喫煙していた。
メナンドーサ
闇の女性騎士。ストレートのロングヘアー。こちらは『学園』では何と「ヘビメタ」になっていた。
ドローネ
闇の女性騎士。「コミックマスターエクストラ」の漫画では上記二人の妹となっている。闇の女騎士の中では心優しい末っ子としてのキャラ付けがなされている。
ネフェルーダ
闇の大騎士で、一番の実力者。顔は全面覆いの兜で見えない。
モンタズナ
黒魔道師。モンタとはラテン語系の言語で山の事。
ザッカリフ
闇の男性騎士。『学園』ではアイスホッケー部所属。
ゲドウス
闇の男性騎士。『学園』では生徒会会計。
ヴィンドラス
闇の男性騎士。兜には牛のような角がある。
グルルフ
オーク兵。『学園』で漫画研究会部員として再登場。
グリン
オーク兵。こちらは『学園』では応援団として再登場。更に「リザレクション」からはバケツをかぶった純朴なオークの騎士にイメチェン。
グラザン、グレンズ、グルザフ、グラナシール、グリード、グロンゲ、グルルフ
オーク兵。以上はドラゴントレジャーにも再登場したオークのみ。またドラマCDでも台詞で言及されている。
グロズナ
オーク兵。「ホリィアックス」でNPCとして登場。口が悪く乱暴で、強い者と戦いたがるが、悪人ではないと言う設定。

モンスターメーカー学園
同じキャラクターを用いながら、ファンタジーではなく学園ものに替えた作品。ゲームの目的は男女のカップル作りで、キャラクターカードが大量に必要となるため、それまでシリーズに登場した全キャラクターでも数が足りず、本作で初登場したキャラクターもいる。
本作が初出のキャラクターは以下。
ウェルマー
本作唯一のエルフ（男）。
ノックス
闇の軍団（男）。鉄道研究会に所属。
シャロン
容貌魁偉な転校生。カードの端には誤植で、ロリエーンの英語綴りが書かれている。

モンスターメーカー学園祭
続けて登場した学園ものだが、ルールはさらに簡略化されたものとなった。ゲームの目的は学園祭のイベントにプレイヤーが審査員となって投票して良いイベントカードを集めること。2010年に銀河企画から復刻新版が発売された。
モンスターメーカー学園 修学旅行
修学旅行の予定を組み上げる趣旨から成っている。カードをひき、あらかじめ決められたセットをそれぞれ集めて組み合わせを完成させ得点を競う。
本作が初出のキャラクターは以下。
リリーシャルム
本作では職業が不明だったが、「ダンジョンウォーズ2」より戦士（女）となる。
サクヤ
魔術師（女）。お札による浄化の術を心得ている。
ヒミコ
門星明華学園生。「MONSTERMAKER学園!!」においても出演している。

モンスターメーカー6 7人の魔術士（スペルネームズ）
キャラクター
シェフィールド
杖や末広がりのスカートなどに、風や草木をイメージした魔術師（女）。
『戦記』では、物静かだが内に激しい情熱を秘めた女神官とされている。
ンゴールド
ずんぐりとした体躯を持ち、呪術的な品々を身にまとう魔術師（男）。人から黒魔道師と揶揄されることがある。
シャーロット
リュートを抱えて歌う姿のエルフ（女）。

モンスターメーカー7 プロフェシー（大預言）

モンスターメーカー宇宙商人（スペース★トレーダー）

カードゲームメーカー
カードゲーム自作用の白紙カードのセット。新しいゲームを考えたり、既存のカードに加えて使う。裏面はモンスターメーカーシリーズと同一。後述のリバイズド版にも同様の白紙カードが登場した。
モンスターメーカー・リバイズド
初代「モンスターメーカー」の復刻新版。従来のルールに加え、デッキ構築戦用のルールが追加されている。2004年にHOBBY BASEと銀河企画の共同で発売された。
国際通信社発行の「RPGamer」誌の第6号以降に、モンスターメーカー・リバイズド用の追加スペシャルカードが毎号2・3枚ずつ掲載された。その後、スペシャルカードのうち9 枚は読者向けに製品化された。
モンスターメーカー5・リバイズド ソフィア聖騎士団
「モンスターメーカー5 ソフィア聖騎士団」の復刻新版。従来のルールに加え、デッキ構築戦用のルールが追加されている。デッキ構築は、前記の「モンスターメーカー・リバイズド」のカードと併せて使うことができる。2005年にHOBBY BASEと銀河企画の共同で発売された。
MONSTER MAKER モンスターメーカー
初代「モンスターメーカー」のリメイク版。2018年にアークライトより発売された。
ルールが一部変更され、より短時間でプレイできるようになっている。キャラクターデザインは九月姫のものを原案としつつ、平尾リョウがイラストを担当している。

## トレーディングカードゲーム
モンスターメーカー世界をベースにしたトレーディングカードゲーム（TCG）であるリザレクションシリーズは、2001年からトレーディングカードゲームとしてエポック社、アークライトより発売されている。イラストは主要キャラクターは九月姫が担当しているが、多数の作家が参画している。後述のテーブルトークRPG『モンスターメーカーリザレクションRPG』は関連商品として発売されたもの。
- モンスターメーカーTCGリザレクション（2001年）
- モンスターメーカーTCGリザレクション・リバイズド（2003年）
- モンスターメーカーTCGリザレクション・ニュータイプ（2005年）

## テーブルトークRPG
複数のシリーズが存在するが、それぞれゲームシステムは独自で関連性は薄いが、モンスターメーカーのキャラクターは共通して登場する。
モンスターメーカーRPGホリィアックス
デザイナーは鈴木猛。富士見ドラゴンブックより発売（1992年）。文庫TRPGとして初心者向けを意識したもので、モンスターメーカーの独自の世界観の再現というより「初心者向けファンタジーRPG」の色が強い。
モンスターメーカーRPG ブルガンディ・ドリーム
『ホリィアックス』サプリメント（1993年）
モンスターメーカーRPGリプレイ集1 ウルフレンドの冒険者
『ホリィアックス』リプレイ集（1993年）。著者（兼ゲームマスター）は藤浪智之。
本作が初出のキャラクターは以下。
シノギ
ヒューマンの男性戦士で槍使い。
PCの一人。スラム出身の元暗殺者。冒険目的は「幸せな家庭を築くこと」だったが、意外な女性がその伴侶となる（魔法のタロットの女祭の化身）。
ド・リュウ
ヒューマンの男性戦士で格闘家。
PCの一人。とぼけた性格。兄貴分のシノギには能力値で上回っていながら頭が上がらない。
ネーブル・ココナ
シャーズ族の少女で魔法使い。火属性。
PCの一人。元サーカスの踊り子。暴走しがちなパーティの抑え役に回っていたが、彼女も感情的な所がある。
ごぶり子
シャーズとゴブリンの混血少女で魔法使い。地属性。
PCの一人。育ったゴブリンの洞窟では虐待されていて、囚われた冒険者を手引きして脱走した。子供らしい無邪気さと残酷さを併せ持つ性格。
ブライド
ヒューマンの老爺で魔法使い。風属性。
モヒカンヘアが特徴。
PCの一人。庭師をしていたが、妻が他界したのを機に冒険に出た。ごぶり子を孫娘の様に溺愛しており、彼女が行方をくらますと非常に取り乱す。

モンスターメーカーRPGシナリオ集1 テン・ダンジョン
『ホリィアックス』シナリオ集（1993年）

モンスターメーカー学園RPG〈学園祭編〉
デザイナーは藤浪智之。汎用RPGシステム「マギウス」に基づくシステム。ボードゲーム要素が強く、モンスターメーカーのキャラクター同士で、対戦・協力しながらゲームを進める。同時期に企画されていたPCゲーム版『モンスターメーカー学園』とのタイアップ企画だったが、そちらは発売中止となった。富士見ドラゴンブックより発売（1995年）
モンスターメーカーリザレクションRPG
デザイナーは伏見健二。エンターブレインより発売（2002年）。『リザレクションTCG』の展開に合わせ、その世界観をTRPG向けに再構築した設定となっている。
モンスターメーカー戦記 〜ロード・トゥ・ヴァルハラ〜
デザイナーは鈴木銀一郎。TRPGスーパーセッション大饗宴に掲載（2002年）。電源系ゲームジャンルの所謂「シミュレーションRPG」的な内容を非電源系ジャンルに持ち込んだもので、ヘクスマップ上にキャラクターを動かして、GMが操る敵軍と戦う。
モンスターメーカーRPGレジェンド
上記の『モンスターメーカー戦記』をベースに新たにデザインしなおしたもの（こちらは、戦闘においてはヘクスマップを使用するが、一般的なTRPGである）。デザイナーは鈴木銀一郎。国際通信社より発売（2005年）。
門星明華学園 The Makers Academy
「モンスターメーカー学園」の世界観を元に、より汎用的な学園物ファンタジーにしたもの。ゲームデザインは河村有木生。エンターブレインより発売（2009年）。
モチーフはモンスターメーカー学園のコンセプトを受け継いでいるものの設定的には無関係の別物である。
ウルフレンド・クエスト
ロールプレイングの要素を組み込んだ協力型カードゲーム。「一時間でプレイできるカードRPG」という謳い文句がつけられており、初心者向けテーブルトークRPGを志向している。プレイするキャラクターは自作するのではなくモンスターメーカーの有名キャラクター8人の中から選ぶ形。デザイナーは鈴木銀一郎。翔エンタープライズより発売（2012年）。

## ボードゲーム
モンスターメーカー ダンジョンウォーズ
ガンダウルフ、ルフィーア、ヴィシュナス、リンクのメタルフィギュア付。
モンスターメーカー ダンジョンウォーズ2
ディアーネ、ミリエーヌ、ラクーナ、チチーナのメタルフィギュア付。
1が魔術師編だったのに対し、2は戦士編。3はエルフ編が予定されていた（発売中止）。
キャラクター
サリエリ
神官。

モンスターメーカー デーモンスレイヤー

モンスターメーカー ドラゴントレジャー

モンスターメーカー ドラゴンアタック
キャラクター
ミューズ
聖騎士団団員。

## 漫画
モンスターメーカー・サガ（アスキーコミックス）
初出はモンスターメーカー専門雑誌『RPGコミック』、後に『アスキーコミック』（のちのコミックビーム）に連載された。
1〜3巻までの第1部は完結しているが、4〜6巻まで刊行された第2部は未完のまま。
本作が初出のキャラクターは以下。
ヘリオス
ヒューマンの男性戦士。
本作ではディアーネの兄で、ゲームには『6』から登場。ゲームよりゲーム以外の出演が早かった。金髪の優男風だが、実は剣の腕前はディアーネを凌ぐ。なぜか吟遊詩人マリオンと瓜二つであり実妹にも見分けがつかない。
ハーゲン
ユニコーン族の少年戦士。ただし彼らユニコーン族は成人するまでは未分化であり、恋することにより性別が生じるため、ハーゲンは正確にはまだ男性ではない（むしろリンクと旅するうちに「女性」に近い反応を示し始めた）。
銀髪に額には鋭い一角を有する。美しいものを蒐集せずにおれない魔女ミッドガルダの慰みとして、氷の城に囲われていた。銀竜を乗りこなすドラゴンナイトでもある。
ハーゲンの時代にはユニコーン族はほとんど死に絶えている。

MONSTERMAKER学園!!（アスキーコミックス）
全1巻。モンスターメーカー学園世界を基礎とした漫画。
モンスターメーカーD（アスキーコミックス）
厳密には「サガ」の続編ではないが、共通で登場するキャラクターが存在する。初出は『月刊コミックNORA』。
全1巻。完結編となる第2部は単行本未収録だが、九月姫自身の手によって同人誌に収録された。
コミカルモンスターメーカー（アスキーコミックス）
全2巻。1巻は岡田敦志による四コマ中心の単行本、2巻はコミックアンソロジーとなっている。
モンスターメーカー2 ウルの秘剣（辰巳出版）
『コミックスーパーファミコンセレクション7』にのみ掲載。
たちばな真未による同名コンピュータゲームの漫画化だが、掲載誌は第1話を載せた7号をもって廃刊、引継ぎ誌なく終了となった。
モンスターメーカーランド（コミックマスター、コミックマスターエクストラ）
4コマ漫画とショートページ漫画がコミックマスターに1回ずつ、コミックマスターエクストラに「闇の軍団編」が二回掲載された。
モンスターメーカー 闇の竜騎士（英知出版）
『PCコミックワールド Vol.1〜Vol.5』に掲載。
東洋子による同名コンピュータゲームの漫画化だが、掲載誌がVol.5で廃刊となったため、未完のまま漫画化はされていない。
また、Vol.2には九月姫によるカラーページの漫画「モンスターメーカー ライア-感傷」も掲載されていた。
この他、ブームのピーク時にはモンスターメーカーだけで4本も漫画が掲載された。

## 小説
モンスターメーカー ドラゴンライダー〈上・下〉、嘲笑う石像 - モンスターメーカー、ナルド予言書 - モンスターメーカー〈上・下〉
以上は著者：鈴木銀一郎。発行は富士見ファンタジア文庫 。
絶版後に「ドラゴンライダー」と「ナルド予言書」は銀河企画から復刊された。
復刊時のイラストは一般から募集。
カードの国の大冒険
鈴木銀一郎をはじめとする複数作家のアンソロジー。発行は富士見ファンタジア文庫。
最後の竜戦士 - モンスターメーカークロニクル
作：鈴木銀一郎。発行は電撃文庫。『ドラゴンライダー』の続編。
本作が初出のキャラクターは以下。
シュトルム
ヒューマンの男性戦士。
『クロニクル』では竜騎士団長。『戦記』ではトーランド帝国の士官候補生「シュトルム＝ランゲ」で優れた軍略家と設定された。以後は『戦記』の設定を踏襲し、ゲーム関連記事で司会や解説として登場する機会が多い。
リザレクション - モンスターメーカークロニクル
作：伏見健二。絵：下北沢鈴成。発行は電撃文庫。
「マジック・マスター」シリーズ
モンスターメーカーワールドという形で、ディオシェリル、エンデ、闇の3姉妹（イフィーヌ、メナンドーサ、ドローネ）を主軸にした「マジック・マスター」シリーズがログアウト冒険文庫から出版された。
- 赤い髪の魔女 1995年4月15日
- 闇の騎士団 1996年2月15日

## ドラマCD
モンスターメーカー 魔剣デスデリバーを探せ!
| - ディアーネ：冨永みーな - ルフィーア：笠原弘子 - ロリエーン：かないみか - タムローン：佐々木望 - アルシャルク：西村智博 - エルサイス：関俊彦 - マリオン：山寺宏一 | - ガンダウルフ：石森達幸 - ハッタタス：速水奨 - ユリーシカ：平松晶子 - ゴブリン：梅津秀行 - 老騎士：川久保潔 - マクネイル大公（ネフェルーダ）：安原義人 |

## コンピュータゲーム
モンスターメーカーのコンピュータゲームは、鈴木銀一郎の実子であり、『女神転生』を制作した鈴木一也が、開発の多くを手がけている。
モンスターメーカー （GB、ソフエル）
1990年12月22日発売。「ワンダーランド」を舞台に、カード王の謎に挑戦する。
モンスターメーカー 7つの秘宝 （FC、ソフエル）
1991年12月20日発売。暗黒に捉われたゾール神対光の子の物語。
キャラクター
光の子
ヒューマンの戦士。性別は選択可能。
聖騎士マルト、ソフィアの子。男は真面目で正義感が強い性格の持ち主。女はおっとりして優しい性格の持ち主。13歳。ウルの装備を全て揃えると大人の女性になる。
サリエリ
神官。
ノーラ
海賊船のキャプテンの金髪のシャーズ女。シリーズ全般において主人公たちの海の足となって活躍する。

モンスターメーカー2 ウルの秘剣 （GB、ソフエル）
1993年3月19日発売。前作より100年前の物語。ウルの秘剣を求めてのクエスト。
キャラクター
ヴィーナ
ヒューマンの女性戦士。主人公。
ウルフレンドの南方の大地を支配するベング城のおてんば姫。ウルフレンド大陸とその南方ソルレンド大陸に降り注いだ彗星の欠片、8つの魔石を集め、将来ゾール神を屠ることになる「ウルの秘剣」を作る大役を果たす。
ゲームではペットの猫か犬を連れて行くことができ、それは後に頼りになるガーディアン・モンスターに成長する。守役として、騎士ローランが常に従っている。

モンスターメーカー バーコードサーガ （GB、ナムコ）
1993年8月10日発売。バーコードボーイ専用のシミュレーションRPG。
モンスターメーカー3 光の魔術士 （SFC、ソフエル）
1993年12月24日発売。カードめくりのダンジョンが存在せず、シナリオもオムニバス形式のRPGとしてリリースされた。
高いエンカウント率で、まともに戦闘していると回復アイテムなどが尽きる。序盤に登場する一部ザコ敵は大ダメージと状態異常をもたらす。ボス戦も苦戦するようにデザインされており、そうした中で謎解きも行わなければならない。
ある魔法を使って事実上フィールドのどこへでもワープできるバグの存在から酷評を受けることもあるが、モンスターを仲間にできるシステムや仲間にしたモンスター2体を強いモンスターと交換するシステムなど評価点も存在する。
モンスターメーカー 闇の竜騎士 （PCE、NECアベニュー）
1994年3月30日発売。前後編構成の前編に相当し、「To be continue…」というメッセージが出て終了するが、後編「神々の箱船」は開発中止となった。
登場人物
ライア：冬馬由美 - ある事件でフェルンド村から追い出された少女。ラーカイムというサークレットを持っている。レイは親友。
ヴィシュナス：島本須美、ロリエーン：かないみか、ルフィーア：笠原弘子
ディアーネ：冨永みーな、ラクーナ：鶴ひろみ、ウォーケン：難波圭一、エルサイス：堀川亮
モンドール：戸谷公次、レイ：久川綾、長老：矢田耕司、マクネイル：掛川裕彦
ガーラ：中谷ゆみ、バルバラン：銀河万丈、モンタズナ：塩沢兼人、マリオン：広中雅志
ヴェスバニア：堀之紀、ハーン：阪脩、ンゴールド：屋良有作、ペルタニウス：佐藤浩之
シャット：古谷徹、タムローン：草尾毅、チチーナ：嶋方淳子、ゲーリング：永井一郎

モンスターメーカーキッズ 王様になりたい （SFC、ソフエル）
1994年11月18日発売。本シリーズのキャラクターを使用したスゴロクゲームで2キャラがペアとなり、出されたミッションをクリアして目的地を目指す。青いマスはカードの入手、赤いマスは敵とのバトル、緑のマスはランダムでイベントが発生する。ミッションをクリアする度に領地をもらう事が出来る国取りゲームのような流れになっている。サブキャラクターはそれぞれ個性的な特徴をもっている。
モンスターメーカー4 フラッシュカード／キラーダイス （GBA、サクセス）
2002年12月13日発売。カードめくり式ダンジョンの復活と、所持カード(召喚モンスター)を選択するカードデッキシステムが組み込まれている。フィールドはなく、町から直接ダンジョンマップへ飛ぶステージクリアタイプのRPGとなった。フラッシュカードとキラーダイスは対になっており、ゲームとしての差異は殆ど見られないが、入手できるカードと主人公で違いを出している。
フラッシュカード
今作の主人公はレイジとユマの2人から選択。
モンスターメーカーリザレクションで使用可能のプレイカード（レイジ・ユマの2枚）が同梱されている。
キラーダイス
今作の主人公はシュウとアミの2人から選択。
モンスターメーカーリザレクションで使用可能のプレイカード（シュウ・アミの2枚）が同梱されている。

モンスターメーカー FOR PERSONAL COMPUTERS（PC-9800シリーズ、WIZ）
カードゲーム第1弾にキャラクターとしてカサンドラ・サーラ・ドローネ・メアリを追加して移植。CPU相手に8ゲームを行う。一部のキャラクターには文・鈴木銀一郎、絵・九月姫のオリジナルエンディングが用意されている。
モンスターメーカー マジックマスター（PC-9800シリーズ、WIZ）
設定は同名のカードゲームをモチーフとしているが、システムは戦略シミュレーションである。エンデ、メディア、エドモンドの3人の王位継承者から主人公を選ぶ。

### 未発売作品
モンスターメーカー ホーリーダガー （SS、NECインターチャネル）
PCエンジン版とは無関係の新規シミュレーションRPG作品になる予定だったが、こちらもまた、延期を繰り返したのち開発中止となった。

## デジタル・ノベル・ゲーム
わたしはダレ?（NECクリエイティブ）
パソコン用ゲームブック。

## ラジオ
『闇の竜騎士』のプロモーションのため、ルフィーア役の笠原弘子とレイ役の久川綾による アミューズメントパーティー・ファーストアベニューをTBSラジオにて放送。ただし発売延期のため、放送は発売前に終了している。

## ココアにおまかせ！
少女漫画誌『アップルミステリー』で、「とんでもドールあかねちゃん」に続き連載した作品。モンスターメーカーシリーズではないが、ルフィーアがレギュラー出演している。

## その他
『RPGコミック』1号の鈴木銀一郎へのインタビューによれば、テレビアニメの企画も来ていたという。